# Ангус Макфадјен
Ангус Макфадјен (енгл. Angus Macfadyen; шкот. Angus Macfadyen; Глазгов, 21. септембра 1963) шкотски је позоришни, филмски и телевизијски глумац.
Играо је улогу Роберта Бруса, по којој је најпознатији, у филму Храбро срце Мела Гибсона, а касније ју је поновио у филму Роберт Брус. Кратко време био је верен са глумицом Кетрин Зитом Џоунс.
Појавио се као Комодо у Ратници врлине, заменик саветника Дупон у Еквилибријуму, Џеф Денлон у франшизи Слагалица страве, Роберт Роџерс у историјској драми АМЦ-а Преокрет: Вашингтонови шпијуни, Мекриди у филму Купили смо зоо-врт Камерона Кроуа и биолог Џејмс Мареј у Изгубљени град Z. Наступао је у неколико телевизијских серија као што су Калифорникација, Злочиначки умови и последња сезона Чак-а.
Године 2021. Макфадјен је добио улогу Џор-Ела у телевизијској серији развијеној за The CW Супермен и Лоис.

## Филмографија
| Улоге Ангуса Макфадјена |                              |               |                        |           |
| Година                  | Српски назив                 | Изворни назив | Улога                  | Напомена  |
| 1992.                   | Војници војници              |               | поручник Алекс Переира | ТВ серија |
| 1995.                   | Храбро срце                  |               | Роберт Брус            |           |
| 1995.                   | Лиз, прича о Елизабет Тејлор |               | Ричард Бартон          | ТВ филм   |
| 1997.                   | Невада                       |               | Вест                   |           |
| 1999.                   | Колевка снова                |               | Орсон Велс             |           |
| 1999.                   | Тит Андроник                 |               | Луције                 |           |
| 2002.                   | Еквилибријум                 |               | Дупонт                 |           |
| 2006.                   | Фатва                        |               | Боби                   |           |
| 2006.                   | Црнобради                    |               | Црнобради              | ТВ серија |
| 2006.                   | Слагалица страве 3           |               | Џеф Денлон             |           |
| 2007.                   | Слагалица страве 4           |               | Џеф Денлон             |           |
| 2007.                   | Талас убица                  |               | Џон МекАдамс           | ТВ серија |
| 2008.                   | Калифорникација              |               | Џулијан                | ТВ серија |
| 2011.                   | Злочиначки умови             |               | Шон МекАлистер         | ТВ серија |
| 2011.                   | Купи ми Зоо врт              |               | Питер МекКреди         |           |
| 2016.                   | Изгубљени град З             |               | Џејмс Мареј            |           |
| 2019.                   | 3022                         |               | Ричард Валин           |           |
| 2019.                   | Роберт Брус                  |               | Роберт Брус            |           |
| 2021.                   | Супермен и Лоис              |               | Џор-Ел                 | ТВ серија |
| 2024.                   | Хоризон                      |               | Дезмараис              |           |